# 金富轼
金富轼（1075年—1151年），字立之，號雷川，高丽王朝历史学家、文学家、历任高丽礼部侍郎、御史大夫、知枢密院事、判三司事、判兵部事、宰相等职，朝鲜半岛现存最早史书《三国史记》的作者:421。

## 生平
金富轼1075年出生于高丽首都开京，祖籍庆州，新罗宗姓。935年，新罗灭亡后，高丽太祖王建改新罗首都金城为庆州，金富轼的曾祖父金魏英为州长，金富轼的父亲金觑任国子祭酒、左谏议大夫、礼部侍郎。金觑有四个儿子：长子富弼、次子富佾、三子富轼、四子富仪。金家四兄弟先后科举及第，并因此受到朝廷嘉奖。四兄弟都担任过翰林之职，其中三人先后任过宰相:316。
金富轼年幼丧父，其母承担家事。1096年，金富轼科举及第后，入仕途任安西大都护府司录参军事，又转直翰林院，后任左司谏、中书舍人。仁宗即位后，他为宝文阁侍制充编修官，参与睿宗实录的修订。二年转礼部侍郎；四年拜御史大夫；五年知枢密院事，历户部尚书；六年为翰林学士承旨；八年判三司事，为政堂文学修国史；九年检校司空参知政事；十年守司空中书侍郎，同中书门下平章事；十一年判兵部事。1135年（仁宗十三年），金富轼以宰相身份挂帅出兵平定妙清之乱，次年凯旋后，拜检校太师等职，权倾一时。仁宗十四年三月，金富轼被授予“监修国史”之职，开始《三国史记》的编纂。仁宗十八年，金富轼与宰臣、省郎提出改革方案，但没有得到仁宗的答复。仁宗二十年，他三次请求退休后，隐退回家。毅宗即位后，他被封为乐浪郡开国侯。毅宗五年，金富轼去世，享年77岁，谥号文烈:424-425，配享仁宗庙庭。

## 著述
金富轼所著高丽官修正史《三国史记》是朝鲜半岛现存最早的史书:421。《三国史记》在体例和思想内容方面都是遵循正史的原则所修，但与中国的《史记》一样都是以塑造人物为写作方法，以教化为原则，以道德精神为取人标准，而不是像一般的中国正史那样以纪实为写作方法，以对历史贡献的大小为取人标准。这使得《三国史记》有了其它一般正史所不能及的文学价值。其“列传”是最具文学价值的部分。其中《金庾信传》（共三卷）是金富轼根据金庾信玄孙金长清所作的《金庾信行录》删减，整理而成，记录了在朝鲜三国统一大业中发挥重要作用的金庾信将军的一生事迹是《三国史记》中最长的列传。“本纪”部分也有很高的文学价值，塑造了仁义的赫居世、儒雅的真兴王、先知的善德王等性格丰满、层次丰富的君主形象。:432-437:149-150
金富轼有文集20卷，但都已失传。现存的金富轼诗歌作品仅有《大东诗选》、《东文选》、《破闲集》等收录的十几首。他的五古作品《结绮宫》是朝鲜现存较早的古体诗之一。金富轼的诗歌与郑知常齐名，两人都是高丽最早大力写七律的人，但两人风格很不同。金富轼的诗歌一般带有说教色彩，较为凝重。郑知常的诗歌则很灵活，唐诗韵味十足。在大多数高丽文人还在学习唐诗技巧的时候，郑知常已经创作出自己独特的风格。:316-317:76-79。